# アンタークトペルタ
アンタークトペルタ (Antarctopelta) は、白亜紀後期に生息していたと考えられている恐竜。鳥盤類や曲竜類（いわゆる「よろい竜」）に分類されるノドサウルスの一種とみなされており、このグループとしては中型の体長約4メートル（～7メートル？とする意見もある。後述）。南極で発見され、2006年にサルガドとガスパリーニによって、「南極の盾」を意味するアンタークトペルタと命名された。
ノドサウルス科は曲竜類のなかでも原始的なグループで、アンキロサウルスのような攻撃手段を有さず、硬く鎧のように進化した背中の表皮で身を守るだけだった。ノドサウルスの化石の多くは北半球で発見されているのに対し、アンタークトペルタの化石は南極で発見された。歯や鎧はノドサウルスの特徴を示すものの、分類ははっきりしない。2021年に記載されたステゴウロスは本属に近縁であると推測され、アンタークトペルタがステゴウロスと類似した尾の構造を持っていた可能性が指摘されている。

## 発見史

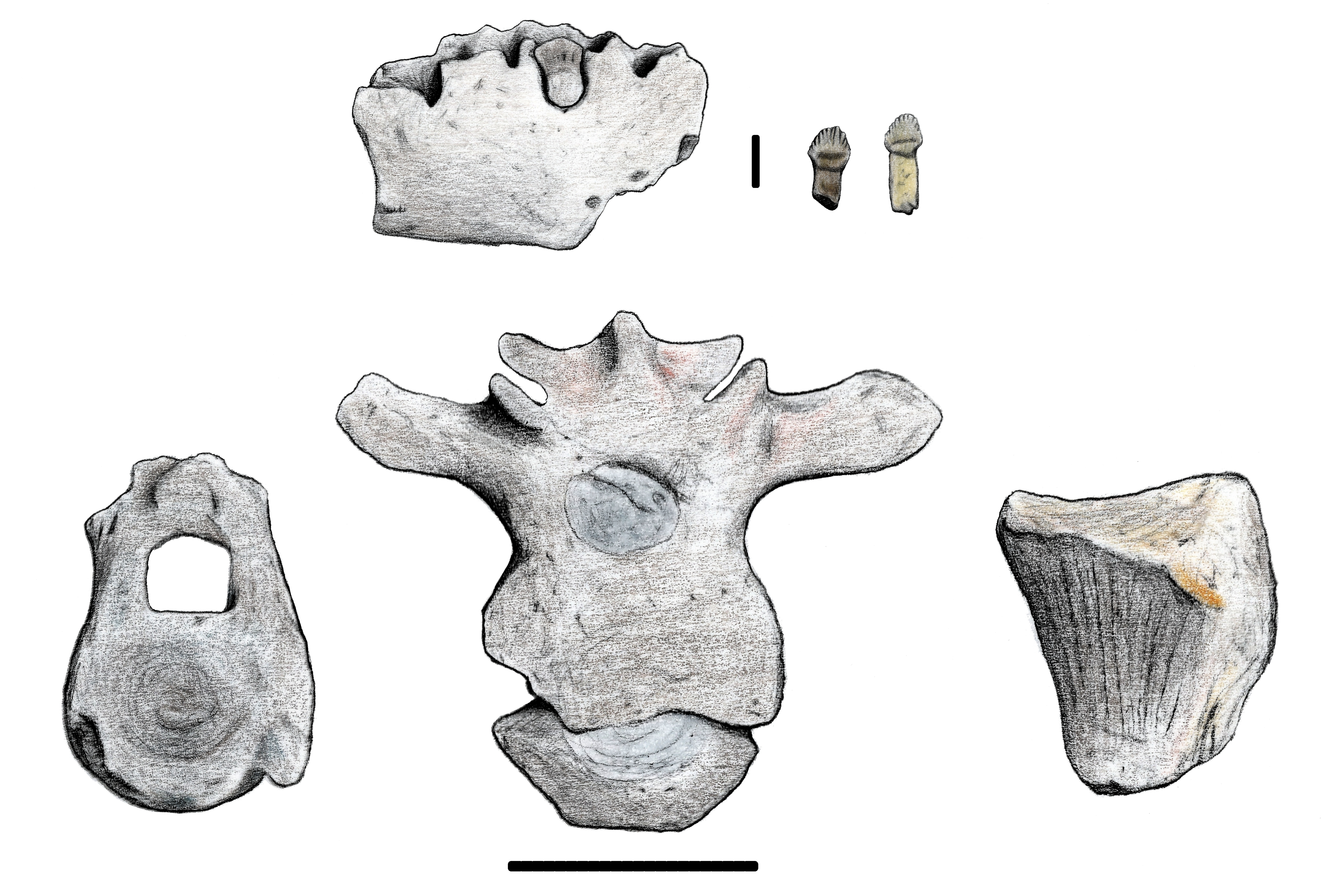
化石

化石は1986年1月、南極のジェイムズ・ロス島から発見された。これは南極で発見された恐竜の化石としては世界初のものだった。発見したのはアルゼンチンの地質学者のEduardo OliveroとRoberto Scassoである。見つかったのは歯が3本と、下顎などの頭骨の一部、首から尾にかけての椎骨の一部、四肢の一部、断片になったよろいの一部などである。化石は6メートル四方ほどの範囲に散乱していたが、1個体のものだと考えられた。
しかし、凍土と酷寒の気候に妨げられて、発掘までにはそれから20年ほどを要した。得られた化石も、長年の氷雪の影響で状態は非常に悪いものだった。2006年になって、アルゼンチンの古生物学者、レオナルド・サルガド（Leonardo Salgado）とガスパリーニ（Zulma Brandoni de Gasparini）によって「南極の盾」を意味するアンタークトペルタと命名された（学名のoliveroiは発見者の名前に由来する。）。
なお、南極で発見された恐竜としては世界で最初のものだったが、1993年に2番めとなるクリョロフォサウルスが発見されて先に命名されたので、命名順としてはアンタークトペルタは南極で2番めとなった。